# 衣川隆夫
衣川 隆夫（きぬがわ たかお、1979年7月28日 - ）は、兵庫県出身の元社会人野球選手（捕手・外野手）。ホンダに所属していた。現役引退時の背番号は9。
兄は元プロ野球選手の衣川幸夫。

## 来歴・人物
神戸市須磨区出身。東須磨少年野球で活躍。
育英高等学校では第69回選抜大会の出場経験あり。
その後日本大学に進み、野球部に所属。2000年春シーズンには東都大学リーグ1部首位打者に輝く。4年生となった2001年シーズンには背番号1を背負ってキャプテンを務め、この年の大学選手権でチームを準優勝に輝く。また、この年の四カ国対抗戦と第34回IBAFワールドカップ日本代表にも選出される。リーグ通算90試合出場、278打数74安打、打率.266、4本塁打、37打点。ベストナイン3回。
実兄の幸夫も捕手としてプロ入り（近鉄→ヤクルト）しており、兄弟捕手としてのプロ入りもささやかれたが、大学卒業時にドラフト指名はなく、社会人のホンダ入り。入社1年目の2002年には日台対抗戦の日本代表に選出され、ドラフト指名解禁時にはプロの指名があるものと期待された。
しかし、捕手として同年代かつ同期入社の佐伯亮がレギュラー捕手の座をつかみ順調に成長していくのと反比例するように、衣川の守備面には綻びが見え始め、さらには打撃にも影響を与える悪循環に陥ってしまう。そこで2004年シーズン、宇田川丈昌監督と相談のうえ、外野手にコンバートとなった。背番号も前年まで尾形佳紀（広島に入団）がつけていた9番を引き継ぎ、外野手、指名打者として試合に出場した。
2007年シーズンは再び捕手登録に戻ったが、同年の都市対抗野球南関東2次予選を最後に現役を引退。
その後母校である日本大学のコーチに転じ、2009年6月から8月までは監督代行を務めた。 
2022年は日本大学国際関係学部女子野球部の監督を務めており、2023年からは再び日本大学 国際関係学部 男子硬式野球部のコーチを務めている。

## 日本代表キャリア
- 四カ国対抗戦（2001年）
- 第34回IBAFワールドカップ（2001年）
- 日台対抗戦（2002年）

## 主な表彰・タイトル
- 第33回社会人野球日本選手権首位打者賞（2006年）